# سالگرد مبارک و خداحافظ
سالگرد مبارک و خداحافظ (به انگلیسی: Happy Anniversary and Goodbye) فیلمی تلویزیونی به کارگردانی جک داناهیو، نویسندگی آرتور جولیان و آرنی روسن و تهیه‌کنندگی گری مورتون محصول سال ۱۹۷۴ میلادی است.

## بازیگران
- لوسیل بال as Norma Michaels
- آرت کارنی as Malcolm Michaels
- ننت فبری در نقش «فِی»
- پیتر مارشال as Greg Carter
- دان پورتر as Ed "Mad Dog" Murphy
- آرنولد شوارتزنگر